# Pavel Zdražil
Pavel Zdražil (* 11. září 1965, Městec Králové) je český básník a spisovatel.

## Život
Pochází z učitelské rodiny – otec, matka i dědeček byli učitelé, působící v Nymburce. Dědeček, Gerhard Richard Holeček (9. dubna 1915 – 7. srpna 1975), byl učitel, ředitel nymburského gymnázia, akademický malíř a sochař.
Ačkoli se Pavel Zdražil narodil v Městci Králové, své dětství a mládí prožil v Nymburce. Hodně jej ovlivnilo zdejší Zálabí, které ho následně inspirovalo i v některé jeho tvorbě. Je absolventem gymnázia v Nymburce. Již jako náctiletý byl zapálený pro muziku, malování a následně nalezl zalíbení v psaní básní a prózy.
Svá první vystoupení s kytarou a písní představil již ve studentském věku v místních kulturních domech. Osobně se nemohl smířit s utlačováním svobodného rozvoje ducha a byl aktivním odpůrcem doby vlády jedné strany v tehdejším Československu. To bylo také důvodem, proč vystřídal řadu různých zaměstnání. Nejprve působil jako učitel hudebně-dramatického oboru v Lidové škole umění v Nymburce. V roce 1987 se přestěhoval do Prahy, kde prošel různými povoláními – noční hlídač hvězdárny a muzea, prodavač knih, uklízeč domovních chodeb, topič, štukatér a podobně.
V současné době[kdy?] žije v hájovně u lesa na venkově a věnuje se převážně psaní, bylinkářství, chovu koz a autorskému čtení.

## Tvorba
Jeho první články, úryvky a básně byly uveřejněny v uměleckých časopisech a novinách – Iniciály, Literární noviny, X-INK magazine, Salon Práva a četné další.
Své texty četl a čte také v rozhlasových relacích (ČRo Praha, Rádio Limonádový Joe, Rádio 1) a na klubových večerech. Aktuálně[kdy?] spolupracuje s Rádiem Patriot, kde má vlastní pořad Průhledy za slova, ve kterém představuje zajímavé umělce a osobnosti, které jsou nejen pro něj inspirací.
Byl editorem sborníku Kroky ze tmy (literárně-výtvarná koláž – Triton, Praha 1996) a spolueditorem sborníku (společně s Ewaldem Murrerem, Pavlem Rajchmanem a Stanislavem Juhaňákem) Cesty šírání (Triton, Praha 1996), editorem výboru ze současné poezie, kamenotisku Den je požár noci (Adam, Praha 1998) a výboru z milostné korespondence Bohumila Hrabala Buďte tak hodná, vytáhněte rolety (Triton, Praha 1999).
Je autorem předmluv a spolutvůrcem v různých knihách a sbornících poezie:
- Stíny plesu (Rozevlátá palice, Nymburk 1996)
- …Okamžik, kdy koušou hadi (Nadace Bláznovy večeře, Chomutov 1998)
- Literární a kulturní klub 8: 1997–1999 (Praha 2000)

## Literární tvorba
- samizdat Písmenka (Nakoleně publishers, Praha 1989)
- sbírka básní Divoké víly (1991)
- Šípem do měsíce (1992)
- Všecko je možné (1994)
- Ohňové básně (1996)
- Tisíce let v jednom tepu (1999)
- novela Kameny bohů / Soutěska (Triton, Praha 1996)
- knížka pohádek, písniček a paradoxních legrácek Pohádkovej dědys s ilustracemi Jany Skalníkové (Triton, 2002)
- Hvězdou postižený (2016)
- Cesty proměny: nálada doby (Stanislav Juhaňák – Triton 2017)